# Zona henequenera de Yucatán

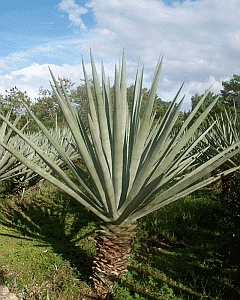
Planta de henequén en Yucatán

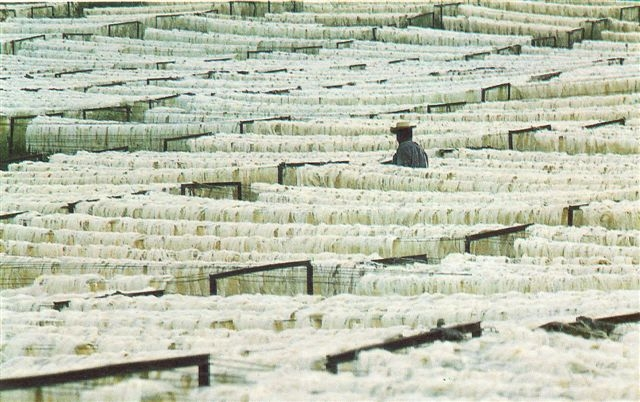
Secador solar para la fibra de henequén ("sosquil"). Instalaciones que fueron de Cordemex en la desfibradora de Ixil, Zona henequenera de Yucatán, México

Zona henequenera de Yucatán es una subregión del estado de Yucatán, en México, incluyendo a 62 municipios que se encuentran en el área geográfica donde se cultiva, o se cultivó el henequén y en la que se desarrolló principalmente la agroindustria henequenera yucateca, en particular durante la segunda mitad del siglo XX. La región así denominada se encuentra en la porción central y nor-occidental del territorio de Yucatán, con una extensión aproximada de 14 mil kilómetros cuadrados, lo que representa el 34% del territorio estatal. Está ubicada al oeste del meridiano de Greenwich entre los paralelos 20° 25' y 21° 17' latitud norte, y los meridianos 90° 00' y 89° 25' longitud oeste.
Esta demarcación específica y delimitada fue denominada convencionalmente Zona henequenera de Yucatán por virtud de un programa de reordenación económica y social que se impulsó oficialmente en la década de 1984 a 1994 por los tres niveles diferenciados de gobierno (el federal, el estatal y el municipal) en la entidad mexicana antes mencionada.
Existen otros municipios, haciendas y lugares dentro de la geografía yucateca donde también se ha cultivado el henequén y en donde también se impulsó históricamente la agroindustria, que sirvió de base a la economía regional durante aproximadamente 150 años, a partir de la segunda mitad del siglo XIX. 
Como arriba se indica la denominación de Zona henequenera de Yucatán, fue convencional y se dio a la región de Yucatán en la que, en las últimas décadas del siglo XX, se encontraban la inmensa mayoría de las explotaciones henequeneras existentes a la fecha de inicio del programa reordenador que se ha mencionado.

## Municipios de Yucatán incluidos dentro de la zona henequenera
| - Abalá - Acanceh - Baca - Bokobá - Cacalchén - Cansahcab - Celestún - Conkal - Cuzamá - Chapab | - Chicxulub Pueblo - Chocholá - Dzemul - Dzidzantún - Dzilam de Bravo - Dzilam González - Dzoncauich - Halachó - Hocabá - Hoctún - Homún | - Huhí - Hunucmá - Ixil - Izamal - Kanasín - Kinchil - Kopomá - Maxcanú - Mérida (comisarías) - Mocochá - Motul | - Muna - Muxupip - Opichén - Progreso - Sacalum - Samahil - Sanahcat - Seyé - Sinanché - Sudzal | - Suma de Hidalgo - Tahmek - Tecoh - Tekal de Venegas - Tekantó - Tekit - Telchac Pueblo - Telchac Puerto - Temax - Tepakán | - Tetiz - Teya - Timucuy - Tixkokob - Tixpéhual - Ucú - Umán - Xocchel - Yaxkukul - Yobaín |